# Peniophora aurantiaca
Peniophora aurantiaca är en svampart som först beskrevs av Giacopo Bresàdola, och fick sitt nu gällande namn av Höhn. & Litsch. 1906. Peniophora aurantiaca ingår i släktet Peniophora och familjen Peniophoraceae.   Inga underarter finns listade i Catalogue of Life.